# Zaderewacz
Zaderewacz (ukr. Задеревач) – wieś na Ukrainie, w rejonie stryjskim obwodu lwowskiego. 
Wieś liczy 554 mieszkańców.
W II Rzeczypospolitej do 1934 samodzielna gmina jednostkowa. Następnie należała do zbiorowej wiejskiej gminy Sokołów w powiecie stryjskim w woj. stanisławowskiem. Po wojnie wieś weszła w struktury administracyjne Związku Radzieckiego.